# Wake Island (film)
Wake Island is een Amerikaanse oorlogsfilm uit 1942 onder regie van John Farrow. Destijds werd de film in Nederland uitgebracht onder de titel Heldenlegioen.

## Verhaal
In 1941 wachten twee eenheden van de Amerikaanse marine op hun aflossing op het eiland Wake in de Grote Oceaan. De troepen blijken vertraging te hebben opgelopen. Daarom moeten de vermoeide soldaten alleen weerstand bieden aan een Japanse aanval.

## Rolverdeling
| Acteur          | Personage                   |
| --------------- | --------------------------- |
| Brian Donlevy   | Majoor Geoffrey Caton       |
| Macdonald Carey | Luitenant Bruce Cameron     |
| Robert Preston  | Soldaat Joe Doyle           |
| William Bendix  | Soldaat Aloysius K. Randall |
| Albert Dekker   | Shad McClosky               |
| Walter Abel     | Commandant Roberts          |
| Mikhail Rasumny | Ivan Probenzky              |
| Rod Cameron     | Kapitein Pete Lewis         |
| Bill Goodwin    | Sergeant Higbee / Verteller |
| Damian O'Flynn  | Kapitein Bill Patrick       |
| Frank Albertson | Johnny Rudd                 |